# Neopheosia separata
Neopheosia separata är en fjärilsart som beskrevs av Arnold Pagenstecher 1900. Neopheosia separata ingår i släktet Neopheosia och familjen tandspinnare. Inga underarter finns listade i Catalogue of Life.